# August Heberle
Ernst August Wilhelm Engelbert Heberle, född 7 augusti 1854 i Clausthal, Oberharz, död 27 juli 1907 i Lüttringhausen, Rhenprovinsen, var en svensk-tysk uppfinnare och industriman.
August Heberle var son till anrikningsingenjören vid Falu gruva Ernst Wilhelm Heberle. Han växte upp i Falun, genomgick Falu högre allmänna läroverk 1866–1871 och Bergsskolan i Falun 1871–1872 innan han började arbeta som anrikningsingenjör vid svenska gruvor. Heberle konstruerade och byggde anrikningsverk efter av honom förbättrade och delvis nyuppfunna metoder och var på 1880-talet en av Sveriges mest anlitade anrikningstekniker. Tillsammans med sin yngre bror Josef Wilhelm Theodor Heberle uppfann han den 1879 patenterade "Heberlekvarnen", en krossningsmaskin för finmalning av malm, som fick ganska stor utbredning särskilt i Tyskland på 1880- och 1890-talen. 1883 arrenderade Heberle tillsammans med brodern afterhögarna vid Sala silvergruva, ur vilka han utvann silver 1885–1903. Han var 1885–1894 även VD i Sala silfververks AB samt styrelseledamot i Grufveaktiebolaget Sankt Erik från 1889 och i Bergverksaktiebolaget Saxberget 1893–1896.